# Brytyjska strefa okupacyjna w Niemczech

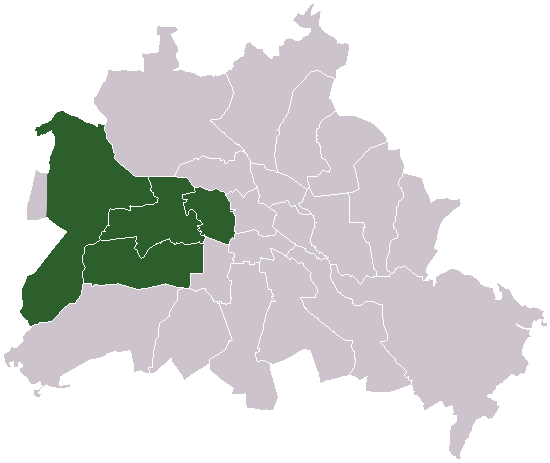
Brytyjski sektor Berlina

Brytyjska strefa okupacyjna w Niemczech (niem. Britische Besatzungszone, ang. British Zone of Occupation in Germany) – północno-zachodni obszar Niemiec okupowany przez Wielką Brytanię po zakończeniu II wojny światowej. W jego skład wchodziły Szlezwik-Holsztyn, Hanower, Westfalia, północna część Nadrenii, Wolne Miasto Hamburg, Wolne Państwo Lippe, Brunszwik, Oldenburg i Schaumburg-Lippe. Brytyjski sektor Berlina tworzyły okręgi administracyjne Charlottenburg, Tiergarten, Wilmersdorf i Spandau.

## Historia
Podczas konferencji jałtańskiej podjęto decyzję podziału Niemiec na trzy strefy okupacyjne: radziecką, amerykańską i brytyjską.
Brytyjska administracja przeprowadziła szeroką denazyfikację, usuwając z administracji i urzędów zwolenników nazizmu. Śledztwami objęto 2 mln ludzi, około 45% podejrzanych oczyszczano z zarzutów.
1 lutego 1947 utworzono wspólną anglosaską strefę Bizonię. 3 czerwca 1948 francuska strefa okupacyjna połączyła się ze strefami brytyjską i amerykańską w Trizonię. 23 maja 1949 na jej terenie powstała Republika Federalna Niemiec.